# Situat
În inteligența artificială și știința cognitivă, termenul situat se referă la un agent⁠(d) care este încorporat într-un mediu. Termenul situat  este folosit în mod obișnuit pentru roboți, dar unii cercetători susțin că și agenții software pot fi situați când: 
- există într-un mediu dinamic (în rapidă schimbare), pe care
- îl pot manipula sau schimba prin acțiunile lor, și pe care
- îl pot simți sau percepe.

Printre exemple s-ar putea număra agenți bazați pe web, care pot modifica date sau declanșa procese (cum ar fi achiziții) pe Internet sau roboții de realitate virtuală care locuiesc în lumi virtuale pe care le pot modifica, așa cum ar fi Second Life. 
A fi „situat” este considerat a fi în general o parte din a fi întrupat⁠(d), dar este util să se ia în considerare fiecare perspectivă în mod individual. Perspectiva situată subliniază că comportamentul inteligent derivă din mediul înconjurător și din interacțiunile⁠(d) agentului cu acesta.  Natura acestor interacțiuni este definită de întruparea unui agent. 